# South Coffeyville
South Coffeyville è un comune degli Stati Uniti d'America, situato nello Stato dell'Oklahoma, nella Contea di Nowata.